# Kekkaishi no Ichirinka
Kekkaishi no Ichirinka (結界師の一輪華?) es una serie de novelas japonesas escritas por Kureha[¿quién?] con ilustraciones de Bodax. La serie comenzó a publicarse bajo el sello Kadokawa Bunko de Kadokawa Shoten en diciembre de 2021. Una adaptación al manga ilustrada por Odayaka comenzó a serializarse en la revista en línea B's Log Comic de Enterbrain en marzo de 2022. Se ha anunciado una adaptación a anime producida por Troyca.

## Sinopsis
Desde tiempos inmemoriales, Japón se ha sustentado por cinco pilares de cristal mágico, protegidos de sombras monstruosas por barreras sostenidas por cinco poderosos clanes de practicantes de magia. Hana Ichise nació en una rama familiar de uno de los cinco clanes, pero sus padres la rechazaron y la descartaron por débil, favoreciendo a su talentosa hermana gemela mayor, Hazuki. En su decimoquinto cumpleaños, un gran poder despierta repentinamente en Hana, pero decide ocultar sus nuevas habilidades para algún día vivir una vida tranquila y normal.
Tres años después, Saku Ichinomiya, el nuevo líder del clan Ichinomiya, busca una esposa lo suficientemente fuerte como para ayudarlo a mantener la barrera alrededor de uno de los cinco pilares y pone sus miras en Hana al descubrir sus verdaderas habilidades. Hana acepta a regañadientes un matrimonio contractual con Saku a cambio de mil millones de yenes y una casa en el campo al cumplir los términos del contrato. Sin embargo, sus planes para un futuro pacífico se ven frustrados cuando comienzan a desarrollarse sentimientos genuinos entre ella y Saku y se ve envuelta en conflictos que enfrentan los practicantes.

## Personajes
Hana Ichise (一瀬華 Ichise Hana?)
 Seiyū: Saori Ōnishi (audio drama)
Saku Ichinomiya (一ノ宮朔 Ichinomiya Saku?)
 Seiyū: Yuma Uchida (audio drama)

## Contenido de la obra

### Novelas
La novela fue escrito por Kureha e ilustrado por Bodax, Kekkaishi no Ichirinka comenzó a publicarse bajo el sello de novelas Kadokawa Bunko de Kadokawa Shoten el 21 de diciembre de 2021. Se han publicado cinco volúmenes hasta el 24 de diciembre de 2024. Las novelas ligeras están autorizadas en Norteamérica por Yen Press.
| Volúmenes de las novelas publicados | Volúmenes de las novelas publicados | Volúmenes de las novelas publicados |
| Número                              | Fecha de lanzamiento                | ISBN                                |
| ----------------------------------- | ----------------------------------- | ----------------------------------- |
| 1                                   | 21 de diciembre de 2021             | ISBN 978-4-04-111883-2              |
| 2                                   | 21 de septiembre de 2022            | ISBN 978-4-04-112648-6              |
| 3                                   | 23 de mayo de 2023                  | ISBN 978-4-04-113681-2              |
| 4                                   | 22 de febrero de 2024               | ISBN 978-4-04-114614-9              |
| 5                                   | 24 de diciembre de 2024             | ISBN 978-4-04-115537-0              |
| 6                                   | 25 de agosto de 2025                | ISBN 978-4-04-116529-4              |

### Manga
Una adaptación al manga ilustrada por Odayaka comenzó a serializarse en la revista en línea B's Log Comic de Enterbrain el 5 de marzo de 2022. Los capítulos del manga se han recopilado en seis volúmenes tankōbon desde julio de 2025.
Durante su panel en la Anime Expo 2023, Yen Press anunció la licencia de la serie en Norteamérica.
| Volúmenes de manga publicados | Volúmenes de manga publicados | Volúmenes de manga publicados |
| Número                        | Fecha de lanzamiento          | ISBN                          |
| ----------------------------- | ----------------------------- | ----------------------------- |
| 1                             | 30 de septiembre de 2022      | ISBN 978-4-04-737200-9        |
| 2                             | 1 de mayo de 2023             | ISBN 978-4-04-737484-3        |
| 3                             | 28 de diciembre de 2023       | ISBN 978-4-04-737796-7        |
| 4                             | 1 de mayo de 2024             | ISBN 978-4-04-737988-6        |
| 5                             | 27 de diciembre de 2024       | ISBN 978-4-04-738241-1        |
| 6                             | 1 de julio de 2025            | ISBN 978-4-04-738506-1        |

### Anime
Se anunció una adaptación a serie de televisión de anime el 19 de agosto de 2025. La serie será producida por Troyca y dirigida por Tōru Kitahata, con Yūko Kakihara escribiendo y supervisando los guiones de la serie, y Minami Murayama diseñando los personajes.

## Recepción
En enero de 2024, Yen Press anunció que la novela se encontraba entre sus 5 debuts de novela ligera más vendidos de 2023.
La adaptación al manga, junto con Koigakubo-kun ni Hajimete o Ubawaremashita, ganó el Premio de Cómic Femenino en el concurso "Minna ga Erabu!! Denshi Comic Taishō 2024" de NTT Solmare en 2024.
Para mayo de 2024, la serie contaba con más de 1,3 millones de ejemplares en circulación; en diciembre de 2024, superó los 1,7 millones de ejemplares en circulación.